# Brigada HVO Frankopan
Brigada HVO Frankopan je bila brigada Hrvatskog vijeća obrane tijekom rata i poslijeraća u Bosni i Hercegovini. Sjedište je bilo u Travniku. Osnovana je 1. travnja 1993. godine reorganizacijom iz dijela Druge brigade HVO Travnika. Brigada je bila pod nadležnošću ZP Vitez. Nešto prije je osnovana Travnička brigada HVO. Pripadnici brigade Frankopan bili su pripadnici iz 2. bojne (Nova Bila), 3. bojne (Guča Gora) i 4. bojne (Brajkovići) Druge brigade HVO Travnik čiji je ratni zapovjednik brigade bio pukovnik Franjo Ljubas (1992./93.). Ratni zapovjednik brigade bio je general Ilija Nakić. Kroz brigadu je prošlo više od 1900 travničkih Hrvata. Sredinom 1993. godine u njoj je bilo oko 1450 boraca. U ratu je poginuo veliki broj pripadnika brigade, 623 su ranjena, 30 su ostali visoke invalidnosti, 25 se vode nestalim. Frankopanove su se postrojbe borila na području Lašvanske doline, na jajačkoj, kupreškoj i inim bojištima.